# Hedwig van Sagan
Hedwig van Sagan (circa 1350 - Liegnitz, 27 maart 1390) was van 1368 tot 1370 koningin-gemalin van Polen en van 1372 tot aan haar dood hertogin van Liegnitz. Ze behoorde tot de Silezische tak van het huis Piasten.

## Levensloop
Hedwig was een dochter van hertog Hendrik V de IJzeren van Sagan en diens echtgenote Anna, dochter van hertog Wenceslaus van Płock.
Op 22 februari 1365 huwde ze in Fraustadt met koning Casimir III van Polen (1310-1370). Casimir III was toen echter nog officieel gehuwd met Adelheid van Hessen, waardoor hij in bigamie leefde. In 1368 werd het huwelijk tussen Casimir en Adelheid door paus Urbanus V ontbonden. Het was pas toen dat het huwelijk met Hedwig gelegaliseerd werd en ze officieel koningin-gemalin kon worden. Wegens de nauwe verwantschap tussen de twee was echter pauselijke dispensatie nodig. 
In 1370 stierf Casimir III. Omdat hij geen wettige mannelijke nakomelingen had, betekende zijn overlijden het uitsterven van de koninklijke linie van het huis Piasten. De nieuwe Poolse koning werd koning Lodewijk I van Hongarije, de zoon van Casimirs zus Elisabeth.
Op 10 februari 1372 huwde Hedwig met hertog Ruprecht I van Liegnitz (1347-1409). Na achttien jaar huwelijk stierf Hedwig in maart 1390, waarna ze bijgezet werd in de Heilig Graf-kerk van Liegnitz.

## Nakomelingen
Hedwig en haar eerste echtgenoot Casimir III van Polen kregen drie dochters:
- Anna (1366-1425), huwde eerst in 1380 met graaf Willem van Cilli en daarna in 1394 met hertog Ulrich van Teck
- Cunigunde (1367-1370)
- Hedwig (1368-1407), huwde rond 1382, maar de details rond haar huwelijk zijn niet bekend

Hedwig en haar tweede echtgenoot Ruprecht I van Liegnitz kregen twee dochters:
- Barbara (1384-1436), huwde in 1396 met keurvorst Rudolf III van Saksen
- Agnes (1385-na 1411), zuster in het clarissenklooster van Breslau